# Síndrome aerotòxica
La síndrome aerotòxica és una entitat establerta amb aquesta denominació l’any 2000 per Winder i Balouet per descriure un conjunt de símptomes, fonamentalment neurològics i respiratoris, causats per l'exposició a elements potencialment nocius per a la salut provinents de l’aire que circula en les cabines dels avions.

## Aire drenat del motor dels avions obleed air
L'aire drenat del motor de l'avió que arriba a l'interior de la cabina no sempre està totalment lliure de substàncies químiques potencialment nocives per a la salut. Aquest aire purgat del motor, conegut internacionalment com a bleed air, pot haver estat en contacte o en proximitat directa amb turbines i compressors que requereixen pel seu funcionament l'ús d'olis no naturals que obligadament contenen substàncies químiques addicionals que li atorguen propietats ignífugues, lubrificants, antioxidants i antidesgast. Algunes d'aquestes substàncies no tenen encara un dentell de seguretat plenament establert i en tot cas hauria de tenir-se en compte l'àmbit realment peculiar que és la cabina d'un avió, amb condicions especials de pressurització, temperatura i humitat ambiental.
Aquest sistema de drenatge va ser el sistema triat internacionalment per tal d'obtenir una correcta pressurització i escalfament de l’aire de l’interior de la cabina aèria, en detriment dels sistemes de turbo compressió que també varen ser utilitzats, amb èxit, en la dècada de 1950 i principis de 1960.
El 2014 es publicà un estudi comparatiu de diversos paràmetres de salut entre els auxiliars de vol de sexe femení treballant en avions als Estats Units i la població general. Les diferències més significatives varen ser que les auxiliars de vol presentaven un augment del 34% dels càncers del sistema reproductiu, referien una prevalença de cardiopatia 3.5 vegades superior i de bronquitis crònica 3 vegades també superior. Cal matisar que aquest estudi presentava certes limitacions metodològiques: es van comparar un total de 4011 auxiliars de vol amb 5713 dones de població general però de forma retrospectiva, puntual i d'acord amb la informació aportada pels mateixos subjectes.
També s'ha evidenciat una certa relació entre la freqüència i durada de vols aeris i la presència d'alguns símptomes respiratòries com tos o manifestacions d'irritació nasal.

## Elements potencialment nocius en l'aire de cabina

### Organofosforats
Algunes d'aquestes substàncies químiques utilitzades en els olis i fluid hidràulics o anticongelants dels avions, com ara el fosfat de tricresil (TCP) i els seus isòmers, el xilenolfosfat, l'etilfenilfosfat, la N-fenil-1-naftilamina (PAN), etc. són tòxiques per l'éser humà. La toxicitat dels organofosforats per l'ésser humà està plenament demostrada, sobretot en l'àmbit neurològic, psicològic i respiratori.
Històricament, els organofosforats han estat responsables accidentals de malalties i mort pel seu ús en pesticides, o intencionats quan aquests s'han utilitzat com a armes letals en guerres químiques.
És destacable que quan s'analitzen olis d'aviació nous i altres ja usats, els resultats de la detecció de substàncies químiques poden mostrar un increment significatiu d’alguns isòmers de TCP en els olis usats. El motiu d'això és que l'elevada temperatura dels motors ocasiona fenòmens de piròlisi poc coneguts amb producció de noves substàncies químiques que no han estat fins ara ben identificades i que són objecte de recerca important en un futur immediat.
Per aquest motiu diverses normatives internacionals han motivat una progressiva disminució de la concentració d’algunes d’aquestes substàncies en olis i fluids dels avions, fonamentalment de TCP, fins a nivells teòricament no nocius per la salut però sense assolir en la majoria de casos la seva desaparició absoluta.

### Altres substàncies
Altres fluids d’ús habitual en els avions són els líquids hidràulics i anticongelants que també comporten un cert risc per a la salut quan de forma accidental algunes de les substàncies químiques d'aquests líquids passen a l'aire de la cabina.
En vols a països amb risc d’adquisició de malalties infeccioses per insectes, l’ús d'insecticides piretroides també representa un risc teòric pel personal exposat, sobretot si no es disposa del temps idoni per a realitzar una renovació completa de l’aire de la cabina.
Substàncies químiques com la denominada TDCPP són constituents de diversos productes retardants del foc habituals en els avions i es troben també en estudis de pols de les cabines en concentracions superiors a les habituals en l'àmbit domèstic o laboral.
Entre el 2008 i el 2010 es va analitzar la concentració d'ozons en l'aire de cabina de 83 avions estatunidencs, i si bé en la majoria de vols la concentració d’ozons era força baixa, una mitja de 95 parts per mil milions (PPb), es va comprovar que en un 16% de vols els nivells d’ozons eren superiors a 60 PPb i fins i tot en un cas es va arribar a una concentració molt alta de 256 PPb. Tanmateix existia una associació entre les concentracions més altes d’ozons i la presència de símptomes oculars i respiratoris alts. També el consorci estatunidenc ACER, impulsat per la Federal Aviation Administration (FAA), ha detectat nivells d’ozó ocasionalment alts en alguns vols estatunidencs.
El nivell d’ozó sembla tenir relació amb la presència o no de convertidors catalítics i també de la modernitat d'aquests. S’ha fet èmfasi en el fet que tant la tripulació com els passatgers estan exposats a diverses substàncies volàtils potencialment irritants que s'originen per la reacció de l’ozó amb diferents substàncies normalment sempre presents dins la cabina. La interacció de l’ozó amb els teixits dels equipaments de l'avió, seients, fundes, roba, etc., dona peu a l'emissió de compostos orgànics volàtils dels quals el seu efecte sobre la salut és motiu de preocupació i recerca.
S’ha constatat també un eventual risc d’acumulació de radiació còsmica, en límits al voltant ja del considerat permissible, en dones embarassades membres de la tripulació de vol.
L'exposició a nanopartícules també és una línia de recerca degut a la peculiaritat de l'ambient tant de les pistes dels aeroports com de les cabines aèries.
El risc d'adquisició de malalties infeccioses ha quedat actualment força minimitzat per la gran efectivitat dels filtres d'alta eficiència denominats HEPA, també molt eficaços en l'eliminació d’olors derivats dels compostos volàtils, si bé cal considerar que segueix sent factible la inhalació d'aire portador d'agents microbiològics infecciosos procedents de la tos o l'aire exhalat d'un altre passatger malalt abans que l'aire contaminat sigui filtrat d'una manera adequada. Estudis de simulació han demostrat com les partícules exhalades per la tos són detectades en els seients de la mateixa fila en 30 segons i en les files adjacents en un màxim de 4 minuts. També ha quedat documentada l'existència de casos d'infecció per virus de la grip A en passatgers prèviament sans en el transcurs de vols aeris comercials.

## Incidents de fum visible o olors anòmales
La incidència d’episodis de fums o olors fortes i/o desagradables en vols comercials és variable segons les fonts d’informació consultades. Una de les més fiables és la donada pel Committee on Toxicity del Regne Unit que estableix una xifra del 0.05%. Tenint en compte la gran quantitat de vols comercials que es produeixen cada dia al món (3.4 milions de vols), la xifra d’episodis on hi ha inhalació de fums o olors químics és realment important. En la literatura anglosaxona sovint s’agrupa sota el concepte de fume events tant els episodis de fum visible com també d'olors fortes desagradables, essent aquests últims més freqüents les olors a oli, a cremat i a mitjons bruts o suats.

## Mecanismes de possible contaminació química
El tancament de les vàlvules de segellat dels motors no sempre atorga una impermeabilitat òptima de les juntes. Diversos estudis suggereixen que petites fugues d’oli i altres substàncies químiques a l'aire que arriba a l'interior de la cabina no són infreqüents. De fet, l’anàlisi de filtres HEPA dels avions ha demostrat que aquests sovint mostren impregnació per isòmers de TCP sense que s’hagués constatat cap incident reportat de fums ni olors previs en la majoria d’aquests estudis.
Aquest fenomen és especialment factible quan els motors no estan treballant a una potència de rendiment estable, circumstància que es produeix rutinàriament en diverses fases del vol, per exemple durant l'aterratge o l'enlairament. Tanmateix sempre és possible l'existència d’una fallida mecànica en alguna junta o haver-se produït inadvertidament un ompliment excessiu d’oli o de fluid hidràulic en els corresponents reservoris.
També les unitats auxiliars de potència utilitzades per l'obtenció d’energia quan l’avió està aturat a pista poden ser una font potencial d’inhalació de substàncies nocives.
El disseny de les juntes de les turbines del motor també és rellevant donat que les de tipus laberint ofereixen un major risc de fugues d’oli que els models més moderns de carbó.

## Inhalació de contaminants en tripulació, passatgers i personal de manteniment
L'exposició al TCP en el personal de tripulació després d’episodis d’olors o fums i fins i tot en el personal de manteniment després de la seva tasca rutinària sense incidents aparents ha estat demostrada.
Alguns estudis, si bé amb una mostra de passatgers petita, han demostrat la presència de metabòlits de TCP en passatgers asimptomàtics després de vols aparentment sense incidents.

## Manifestacions clíniques de la síndrome aerotòxica

### Manifestacions clíniques agudes
Les manifestacions agudes més freqüents de la síndrome aerotòxica són predominantment les manifestacions neurològiques: Dèficits cognitius amb dificultats per concentració, sensació de mareig o vertigen, cansament físic extrem. Les manifestacions respiratòries més freqüents són les irritatives del tracte respiratori superior, com ara picor faríngia, molèsties nasals. Però més rellevants són les del tracte respiratori inferior amb símptomes com ara dificultat per respirar o tos.
Alguns pacients poden evolucionar al denominat síndrome de disfunció reactiva de la via aèria, conegut en la literatura internacional científica com RADS (Reactive Airway Dysfunction Syndrome). En aquests casos els símptomes respiratoris poden tenir protagonisme fins i tot a llarg termini. La forma més coneguda de RADS és la que es va produir entre els afectats supervivents de l’atemptat terrorista de les Torres Bessones. Actualment es coneix que el RADS pot ocorre fins i tot després d’un incident d’inhalació aparentment de poca importància.

### Manifestacions clíniques cròniques
Les formes cròniques de la síndrome aerotòxica són les més controvertides perquè aquí la clínica neurològica és la més important i invalidant i no sempre és senzill fer un diagnòstic diferencial acurat excloent altres malalties neurològiques com algunes neurodegeneratives.
S'ha identificat entre membres de la tripulació i sobretot en persones amb clínica compatible amb formes cròniques, de títols anormalment alts d'autoanticossos contra les neurones i substàncies glials cerebrals. Les dades publicades d’aquests marcadors de degeneració neural en teixits d’autòpsia d’un pilot que va patir aquesta síndrome de forma molt severa són significatives. Les alteracions observades en la substància blanca cerebral de membres de tripulacions aèries es poden situar en aquesta mateixa línia.

## Controvèrsia i línies de progrés
La síndrome aerotòxica no ha estat acceptada de forma unànime ni per la indústria aèria ni per una part de la comunitat científica. L’argument més freqüentment utilitzat per tal de rebutjar la seva existència és que els símptomes de la síndrome ja es troben, en forma de queixes múltiples, en un percentatge alt de la població general, no afectat de cap malaltia. Un altre sector però defensa l'existència de la síndrome aerotòxica i qüestiona l'argument anterior, afirmant que una malaltia reconeguda unànimament com és la intoxicació per monòxid de carboni es caracteritza també per pràcticament els mateixos símptomes generals i neurològics sense que ningú pugui negar la seva existència.
Recentment l'Organització Mundial de la Salut (OMS) ha publicat una actualització de la síndrome aerotòxica.
Algunes valoracions en contra de l'existència de la síndrome aerotòxica susciten a vegades certs dubtes de tipus ètic donada la falta d’independència de les mateixes respecte a determinats grups de pressió de la industria aèria, situació que no és nova en la història de la medicina. En aquest moment ja es comencen a incorporar en el món de l’aviació comercial models d’avió com ara el Boeing 787 que no utilitzen sistemes de bleed air sinó elèctrics per la pressurització i el condicionament de l’aire de cabina.
Les dades científiques obtingudes fins al moment han motivat l'elaboració d’estudis sobre la qualitat de l’aire promoguts per diverses entitats acadèmiques i governamentals dels Estats Units, Austràlia i més recentment també Europa. En aquesta línia, experts internacionals en el tema han reclamat la conveniència d'establir un protocol internacional d'actuació davant de casos de possible síndrome aerotòxica.
En l'àmbit espanyol, oficialment no hi ha constància de cap cas de síndrome aerotòxica. Fonts de l'Agència Estatal de Seguretat Aèria consideren que "fins que no estigui mèdicament demostrat i reconegut per l'Agència Europea de Seguretat (EASA), Espanya no té res a dir". Però segons el pneumòleg Jordi Roig Cutillas, considerat el principal divulgador i investigador mèdic a Espanya sobre la síndrome aerotòxica, reconeix haver diagnosticat diversos afectats per aquesta, entre els quals dos pilots europeus no espanyols i una passatgera freqüent estrangera.